# Sarakata
Le Sarakata est un des plus longs fleuves du Vanuatu. Il se jette dans la baie Velit à l’ouest de Luganville (sud-est de l’île d'Espiritu Santo).